# Konec, Novo mesto
Konec este o localitate din comuna Novo mesto, Slovenia, cu o populație de 72 de locuitori.